# Museum of Neon Art
Ne doit pas être confondu avec Neon Museum.
Le Museum of Neon Art (MONA) est un musée situé à Glendale (Californie), consacré à l'art du néon,. Il fut fondé en 1981.